# Norah Suárez
Norah Margarita Quintero Manzo conocida artísticamente como Norah Suárez (Villa de Cura, Estado Aragua, 19 de junio de 1948) es una actriz de televisión y doblaje, cantante, compositora, humorista e imitadora venezolana. Cuenta con una destacada trayectoria artística de 5 décadas en televisión, doblaje, locución y teatro. Salto a la fama en 1972 en el documental Churún Merú desarrollando una destacada carrera musical durante la década de los años 1970, también fue humorista en programas como El Show de Renny Ottolina, El Show de la Risa, El Show de Joselo y Radio Rochela, a la cual perteneció durante 20 años.

## Biografía
Hija del cantante zuliano Mario Suárez, nace en Villa de Cura, Estado Aragua, el 19 de junio de 1952, desde pequeña se interesó en la actuación e imitación y mediante la ayuda de su padre, pudo entrar en El Show de Joselo, a la edad de 20 años.

## Carrera
Sus inicios en el medio artístico fueron como cantante y compositora, destacándose como una cantante relevante durante la década de 1970 y de la mano de Renny Ottolina fue una cantante exclusiva de El Show de Renny, además protagonizó en 1972 el documental: Churún Merú , la primera expedición venezolana y televisada en llegar al Salto Ángel en el parque nacional Canaima, fue el primer programa venezolano filmado completamente a color; Posteriormente estudio doblaje y locución con la familia antillano logrando incursionar en la industria del doblaje de voces en Venezuela, entre las diferentes producciones a las que prestó su voz en español, se destacan diferentes telenovelas, series, comerciales y proyectos de Sony Entertainment Network además de prestar su voz durante la década de 1980 a la icónica Abuela Toddy de la marca de bebidas chocolatadas, Toddy, además su hermano: Mario Quintero, es propietario del estudio de doblaje y locución: Producciones Suárez.
Se inició en la comedia en
El Show de la Risa de Ariel Fedullo, posteriormente trabaja en Venevisión, en El Show de Joselo hasta 1986. En 1990 se inicia en la Radio Rochela, lugar en el que trabajó durante varios años, conocida por sus personajes de la bruja (una mujer que leía el futuro y siempre insultaba a sus clientes), La Cajera (una mujer que se creía mejor persona que el invitado), Escarlata y Fátima (Junto con Emilio Lovera), Maite Delado (Parodia de Maite Delgado) quien siempre animaba el Miss Chocozuela, junto a Félix Granados, entre otros, luego de la finalización de la concesión a RCTV se aleja de la televisión y continúa trabajando en el Stand Up, El Teatro y la Radio.
En 2007 retoma su carrera como actriz de doblaje, prestando su voz a la serie animada Nada que ver; En la actualidad está trabajando en el Teatro, tiene un Stand Up Comedy y un programa de Radio en Caracas, aún sueña con el regresó del Miss Chocozuela, pero en la actualidad es productora libre.
En 2012 actuó para cine, en la película ¡Qué Detectives! junto a Moncho Martínez e Irán Lovera.

## Filmografía

### Cine
- ¡Qué Detectives!

### Documentales
- Churún Merú (1972)

### Telenovelas
- Crucificada (1974, VTV)

### Programas
- Radio Rochela (1989-2002)
- El Show de Joselo (1983-1988)
- El Show de la risa: con Ariel Fedulio (1972-1974)
- El Show de Renny Ottolina

## Doblajes

### Series animadas
- Nada que ver - Personajes varios

### Telenovelas Brasileñas
- Renacer - Voces adicionales

### Comerciales de TV
- Toddy - Abuela Toddy (1980 - 1994)
- Detargente "Ace" - Chica Ace